# Aleksandr Zielin
Aleksandr Nikołajewicz Zielin (ros. Александр Николаевич Зелин; ur. 6 maja 1953 w Perewalśku) – rosyjski wojskowy, generał pułkownik lotnictwa, od sierpnia 2002 roku do maja 2007 roku zastępca dowódcy Sił Powietrznych Federacji Rosyjskiej, od 5 maja 2007 roku do 27 kwietnia 2012 roku dowódca Sił Powietrznych Federacji Rosyjskiej.

## Życiorys
Ukończył Wyższą Szkołę Pilotażu Wojskowego w Charkowie (1976), Akademię Sił Powietrznych im. J. Gagarina w Monino (1988) i Akademię Sztabu Generalnego Sił Zbrojnych Federacji Rosyjskiej w Moskwie (1997).
Po katastrofie polskiego Tu-154 w Smoleńsku 10 kwietnia 2010 roku, decyzją premiera Rosji Władimira Putina, został jednym z członków specjalnej rosyjskiej komisji rządowej do zbadania przyczyn katastrofy.
27 kwietnia 2012 roku zwolniony z funkcji dowódcy Sił Powietrznych Federacji Rosyjskiej i przeniesiony w stan spoczynku.